# Herbert Kappler
Herbert Kappler (23. září 1907, Stuttgart – 9. února 1978, Soltau) byl německý válečný zločinec. V období druhé světové války byl velitelem německých bezpečnostních služeb a policejních jednotek v Římě. Patřil mezi hlavní viníky Ardeatinského masakru, za což byl v roce 1947 odsouzen na doživotí.
O třicet let později, když již Kappler byl v terminálním stadiu rakoviny hospitalizován ve vězeňské nemocnici a vážil méně než 50 kg, vynesla ho z ní jeho žena při jedné z návštěv ve velkém kufru. Společně se jim podařilo dostat do Západního Německa, které pak odmítlo žádosti Itálie o jeho vydání. Kappler zemřel šest měsíců po útěku v dolnosaském Soltau.

## Životopis
Po střední škole studoval Kappler po sedm semestrů elektrotechniku, občas pracoval jako elektrikář. Dne 1. srpna 1931, ve věku 23 let, Kappler vstoupil do NSDAP. Ve stejné době se stal příslušníkem útočných oddílů SA, v nichž sloužil od srpna 1931 do prosince 1932.
Poté se stal kandidátem na přijetí do SS, členství získal 8. května 1933. V září 1934 se oženil s Leonore Janns. Následujícího roku byl povolán do služby ve wehrmachtu, z níž byl uvolněn v září 1936. Později se na něj coby aktivního člena SS již další povinnost vojenské služby nevztahovala.
V polovině roku 1935 podal přihlášku do SiPo, v lednu 1936 byl povýšen do hodnosti SS Scharführer a nastoupil do hlavní kanceláře gestapa ve Stuttgartu. Čekalo jej představení Reinhardu Heydrichovi, stal se důstojníkem gestapa.

### Druhá světová válka
Když vypukla druhá světová válka, byl již Kappler v hodnosti Hauptsturmführer. V letech 1939 až 1940 byl krátce nasazen v Polsku, poté v okupované Belgii, kde se podílel na potlačování odporu. V polovině roku 1941, již jako Sturmbannführer SS, byl Kappler vybrán jako styčný důstojník pro komunikaci s vládou Benita Mussoliniho a bezpečnostní poradce fašistické policie.
Po uzavření příměří mezi Itálií a spojenci 8. září 1943 německá vojska okupovala Řím a Kappler tam byl poslán coby ředitel bezpečnostních složek SS i policejních jednotek (SiPo, SD a Orpo). V září 1943 byl povýšen do hodnosti Obersturmbannführer.

### Velitelem v Římě
Poté, co se Kappler stal velitelem německých bezpečnostních sil v Římě, jeho prvním úkolem bylo naplánovat záchranu Mussoliniho pomocí speciálních sil SS, jimž poté velel Otto Skorzeny. Kappler byl dále pověřen shromažďováním Židů k transportům do Osvětimi; poprvé šlo o 1 023 italských Židů, z nichž přežilo jen 16, později o dalších 993 Židů z Říma, z nichž téměř všichni zemřeli v plynových komorách.
Po vylodění spojenců v Itálii Kappler pronásledoval osoby podezřelé ze špionáže ve prospěch spojenců a válečné zajatce, kterým se podařilo uprchnout z italských zajateckých táborů po kapitulaci italské armády v září 1943. V těchto záležitostech se dostal do konfliktu s Vatikánem, který byl přes deklarovanou neutralitu podezírán z ukrývání spojeneckých uprchlíků. Největším protivníkem Kapplera se v tomto ohledu stal Msgre. Hugh O'Flaherty. Kvůli jeho aktivitám na pomoc židovským uprchlíkům a zajatcům z řad spojenců Kappler usiloval o jeho smrt.
Počátkem roku 1944 byl Kappler nejvyšším představitelem Hlavního říšského bezpečnostního úřadu v Římě. Zabýval se zejména potlačováním skupin odporu, zatýkáním „nepřátel státu“, vynucováním antižidovských opatření, přepadáváním židovských ghett a deportacemi do vyhlazovacích táborů.
Jedním z nejznámějších případů, za které Kappler nesl zodpovědnost, byla organizace Ardeatinského masakru, při němž bylo 24. března 1944 zavražděno více než 300 italských civilistů. Stalo se tak v odvetě za partyzánský útok vůči jednotce SS v Římě na ulici via Rasella.

### Odsouzení a závěr života
Když se do Říma dostali spojenci, Kappler se neúspěšně snažil najít útočiště ve Vatikánu. V roce 1945 byl zajat Brity a o dva roky později předán italské vládě. V roce 1947 tak byl Kappler postaven před italský vojenský soud a odsouzen na doživotí. Trest si měl odpykat ve vojenském vězení ve městě Gaeta. Ve výkonu trestu se Kappler rozvedl se svou první ženou, v roce 1972 se však ve vězení oženil se zdravotní sestrou Anneliese. V této době Kappler také konvertoval ke katolictví. Částečně se tak stalo vlivem jeho oponenta z válečných časů, vatikánského diplomata Hugha O'Flahertyho, který Kapplera ve vězení často navštěvoval a diskutoval s ním o literatuře a náboženství.
V roce 1975, když bylo Kapplerovi 68 let, mu byla diagnostikována rakovina v terminálním stadiu. Následujícího roku byl převezen do vojenské nemocnice v Římě. Žádosti jeho ženy i vlády Západního Německa o jeho propuštění italské úřady zamítly.
Kapplerovo zdraví se zhoršovalo a vzhledem k tomu, že jeho žena byla zdravotnice, získala k němu do nemocnice téměř neomezený přístup. Při vězeňské návštěvě v srpnu 1977 jej vynesla z nemocnice ve velkém kufru. Páru se podařilo uniknout do Západního Německa.
Itálie pak neúspěšně žádala o Kapplerovo vydání, ale západoněmecké úřady to odmítly a Kapplera ani dál nestíhaly s poukazem na jeho špatný zdravotní stav. Zemřel šest měsíců po útěku; bylo mu 70 let.

### Filmové zpracování
V roce 1973 byl natočen film Masakr v Římě, jehož námětem je krveprolití v Ardeatinských jeskyních v roce 1944. Kapplera v něm hraje herec Richard Burton.
O deset let později jej představoval Christopher Plummer ve filmu Šarlatový a černý, který mj. zachycuje první setkání Kapplera s Msgre. O'Flahertym.
Z Kapplerova života čerpá také rozhlasová hra Vatikánský bedrník Robina Glendinninga z roku 2006. Jejím námětem je Kapplerova snaha získat po válce azyl ve Vatikánu a přátelství, které pak vzniklo mezi ním a jeho někdejším nepřítelem Msgre. O'Flahertym.

### Rozhlasové zpracování
V roce 1987 vznikla v plzeňském rozhlasovém studiu inscenace hry Evy Zaoralové Ardejské jeskyně, která v podobě „dokudramatu“ vyprávěla příběh krveprolití roku 1944. Hru nastudoval režisér Miroslav Buriánek. Hra získala tvůrčí prémii na mezinárodní přehlídce Prix Bohemia Radio.